# Lago di Solina
Il lago di Solina (in polacco: Jezioro Solińskie) è un lago artificiale nella regione dei Monti Bieszczady, più precisamente nel distretto di Lesko del voivodato della Precarpazia, nella Polonia sudorientale. 
Il lago è stato creato nel 1968 dalla costruzione della diga sul fiume San. Ha una superficie di 22 chilometri quadrati e contiene 472.000.000 di metri cubi di acqua, rendendolo il più grande lago artificiale della Polonia.
È l'attrazione turistica più conosciuta della regione, con villaggi sul mare come Solina, Myczkowce e Polańczyk che soddisfano gli appassionati di sport acquatici come vela e windsurf e la pesca. La grande profondità, la limpidezza dell'acqua e lo scenario montuoso del lago lo rendono una destinazione molto popolare per i navigatori. Per queste qualità il lago è stato soprannominato "Mare dei Bieszczady".
Alcuni battelli offrono crociere sul lago.